# Zwariowana rodzinka

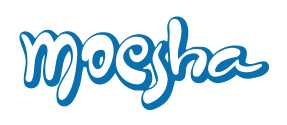
Oryginalne logo amerykańskiego serialu "Zwariowana rodzinka" (ang. Moesha)

Zwariowana rodzinka (ang. Moesha, 1996–2001) – amerykański serial komediowy stworzony przez Ralpha Farquhara, Sary V. Finney i Vida Spears.
Światowa premiera serialu miała miejsce 23 stycznia 1996 roku na kanale UPN. Ostatni odcinek został wyemitowany 14 maja 2001 roku. W Polsce serial nadawany był dawniej na nieistniejącym kanale Nasza TV.

## Obsada
- Brandy Norwood jako Moesha Mitchell
- William Allen Young jako Frank Mitchell
- Sheryl Lee Ralph jako Deidra "Dee" Mitchell
- Countess Vaughn jako Kimberly "Kim" Parker
- Marcus T. Paulk jako Myles Mitchell
- Lamont Bentley jako Hakeem Campbell
- Yvette Wilson jako Andell Wilkerson
- Shar Jackson jako Niecy Jackson
- Fredro Starr jako Quinton "Q" Brooks
- Ray J jako Dorian Long

i inni